# Stefan Giglio
Stefan Giglio (La Valletta, 26 febbraio 1979) è un ex calciatore maltese, di ruolo centrocampista.

## Carriera

### Nazionale
Ha collezionato quarantaquattro presenze con la propria nazionale, trovando anche in 2 occasioni la via del goal.

## Palmarès

### Individuale
- Calciatore maltese dell'anno: 1

2003-2004